# Finca 6
Finca 6 ist ein Corregimiento des Bezirks Changuinola in der Provinz Bocas del Toro in Panama. Bei der Volkszählung im Jahr 2023 hatte es 8982 Einwohner. Das Corregimiento erstreckt sich über eine Fläche von 28,8 km².
Das Corregimiento wurde durch Gesetz Nr. 172 vom 19. Oktober 2020 geschaffen.

## Orte
Im Corregimiento Finca 6 befinden sich folgende Orte:
- Changuinola
- Finca 43
- Finca 44
- San San No.1